# Mónica Alvarado
Pour les articles homonymes, voir Alvarado.
Mónica Alvarado, née le 11 janvier 1991 à Santa Monica, est une footballeuse internationale mexicaine évoluant au poste de milieu de terrain.

## Biographie
Avec l'équipe du Mexique des moins de 20 ans, elle participe à la Coupe du monde des moins de 20 ans en 2010. Lors du mondial 2010 organisé au Allemagne, elle joue trois matchs. Le Mexique s'incline en quart de finale face à la Corée du Sud.
Avec l'équipe du Mexique A, elle participe à deux Coupes du monde, en 2011 puis en 2015. Toutefois, lors de ces deux Coupes du monde, elle doit se contenter du banc des remplaçantes, sans jouer le moindre match.
Elle participe également au championnat féminin de la CONCACAF en 2014. Le Mexique se classe troisième de cette compétition.